# SC Victoria Hamburg
SC Victoria Hamburg – niemiecki klub sportowy z hamburskiej dzielnicy Hoheluft-West. Istnieją tam sekcje piłki nożnej, baseballa, tenisa stołowego, piłki ręcznej i hokeja na trawie. 

## Historia
Klub założono 5 maja 1895 pod nazwą FC Victoria Hamburg. Victoria połączyła się w 1918 z klubem Hamburger FC 1888 w "zjednoczenie wojenne" KV Victoria/88 Hamburg. W 1919 połączenie rozwiązano. W 1943 Victoria wygrała najwyższą w hierarchii niemieckich ligowych rozgrywek piłkarskich Gaulige Hamburg. Klub w latach 1951–1954 występował w pierwszej lidze niemieckiej w piłce nożnej (wtedy Oberliga - Grupa Północ).

## Sukcesy
- Mistrzostwo Niemiec w piłce nożnej: półfinał 1907
- Mistrzostwo Niemiec w piłce nożnej: ćwierćfinał 1905, 1906
- Mistrzostwo Niemiec północnych w piłce nożnej: zdobywca 1906, 1907, 1919 (jako Victoria/88 Hamburg)
- Puchar Hamburga: zdobywca 1990, 2007, 2010, 2012, 2013
- Mistrzostwo kobiet w piłce ręcznej: zdobywca 1930